# Pegoscapus tristani
Pegoscapus tristani är en stekelart som först beskrevs av Grandi 1919.  Pegoscapus tristani ingår i släktet Pegoscapus och familjen fikonsteklar. Inga underarter finns listade i Catalogue of Life.